# Dones en l'antiga Esparta
Per què sou les dones espartanes les úniques que poden manar sobre els homes?
-Perquè també som les úniques que donem llum a homes.
Les dones espartanes eren famoses a l'antiga Grècia per tenir més llibertat que les dones en altres llocs del món grec. Per als contemporanis no-espartans, les dones espartanes tenien una reputació de promíscues i que manaven sobre els seus marits. A diferència de les seves homòlegues ateneses, les dones espartanes legalment podien posseir i heretar béns, i normalment tenien una millor educació.

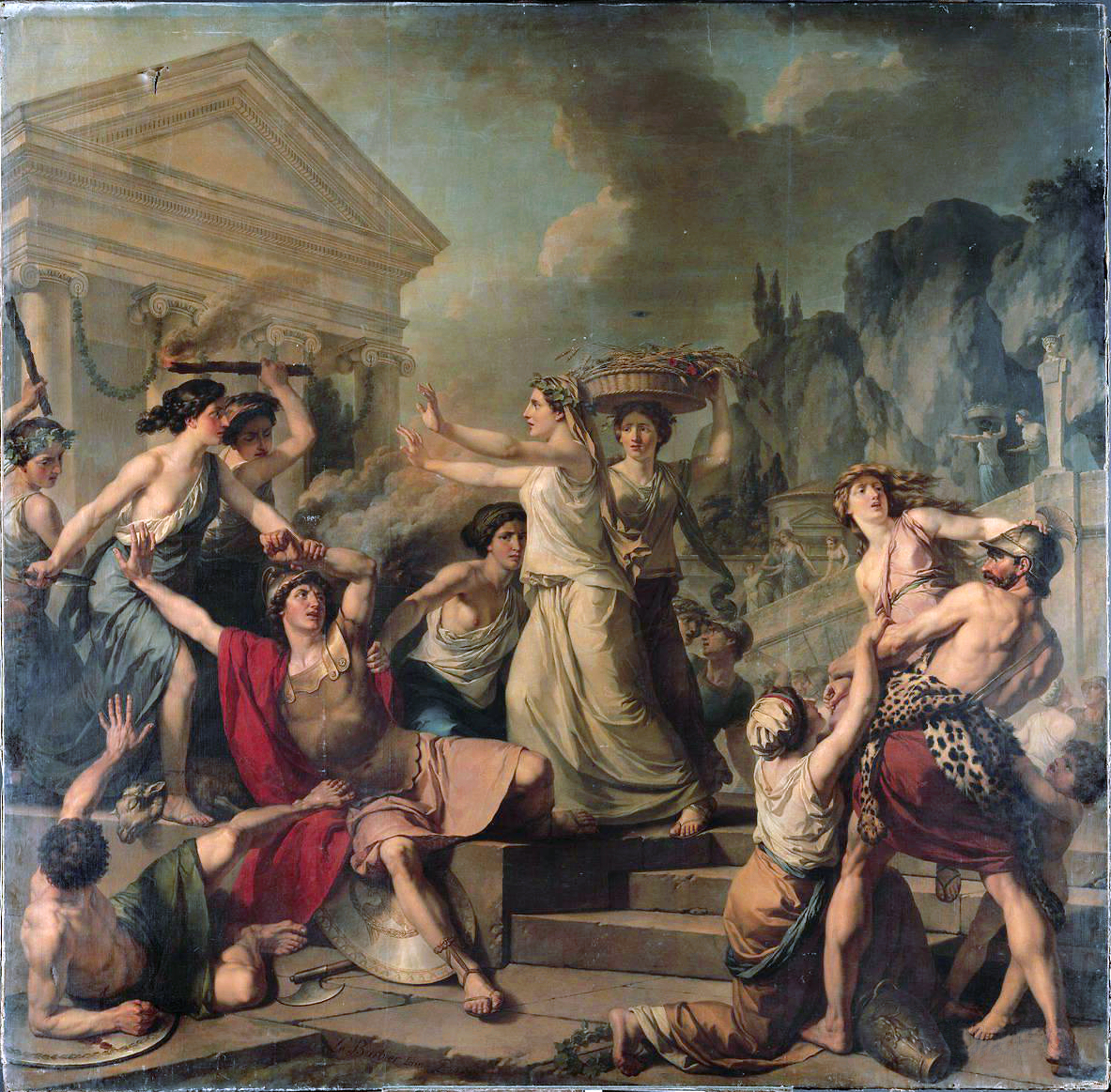
El coratge de les dones d'Esparta, de Jean-Jacques-François Le Barbier

Les fonts escrites existents són limitades i en gran part des d'un punt de vista no-espartà. Com assenyala l'historiador Anton Powell, «dir que les fonts escrites estan exemptes de problemes seria una subestimació difícil de superar».

## Les fonts
Esparta és un dels tres únics estats de l'antiga Grècia, juntament amb Atenes i Gortina, dels quals sobreviu informació detallada sobre el paper de la dona. Aquesta evidència prové majoritàriament del període clàssic i posterior, però moltes de les lleis i costums que coneixem daten probablement del període arcaic.
Les primeres evidències sobre la vida de les dones espartanes provenen de la poesia grega arcaica, com les Partheneia (παρθένειᾰ, «cançons per a noies») d'Alcman, un poeta de Lídia que va viure i treballar a Esparta al segle vii aC. Tanmateix, les fonts literàries que ens proporcionen més informació sobre la vida de les dones a Esparta són posteriors i escrites exclusivament per persones no-espartanes.
La República dels Lacedemonis (Λακεδαιμονίων Πολιτεία) de Xenofont és una altra font important per a la història espartana. Xenofont va néixer a Atenes, però va treballar com a mercenari a Esparta. La seva obra literària va discutir molts detalls sobre costums i pràctiques espartanes.

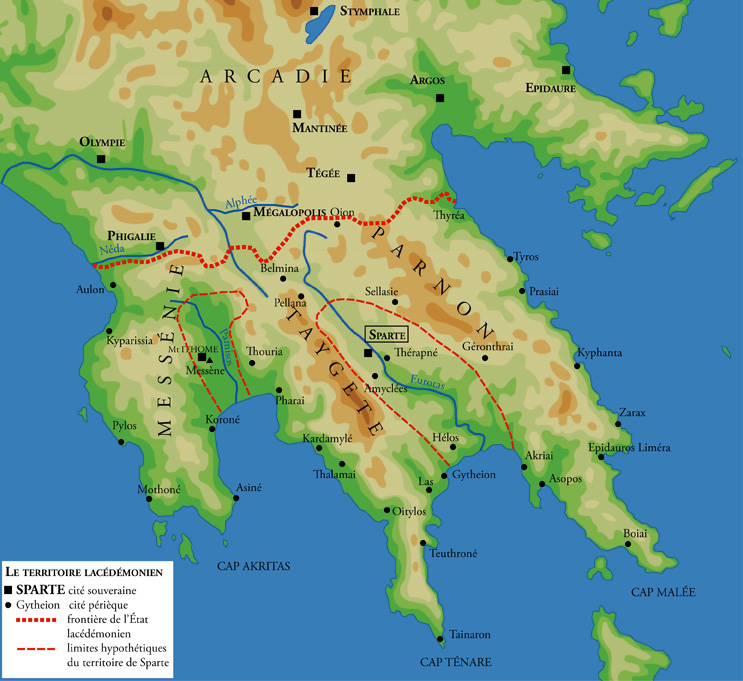
Territori de l'antiga Esparta
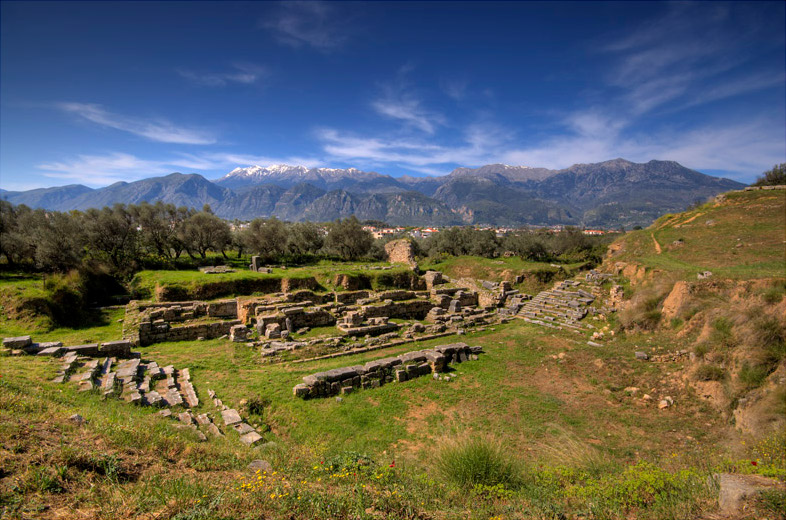
Restes de l'antiga ciutat. Vista del teatre

La vida de Licurg de Plutarc també és una font important per a informació sobre la història espartana, especialment sobre Licurg. Va descriure el ritual matrimonial dels espartans així com les polítiques d'eugenèsia que Licurg va promulgar en la Constitució espartana. Es creia que aquestes polítiques eren per a fer als nens el més forts possibles i, per tant, enfortirien els militars espartans.
Les fonts no literàries, incloses l'arqueologia i l'art antic, són limitades.

### Els problemes de la societat espartana esmentats per Aristòtil
Segons Aristòtil, les dones espartanes posaven en qüestió la Constitució espartana (Aristòtil, Política, llibre 2). Les dones dels guerrers espartans heretaven les terres i béns a la mort dels seus marits; algunes tenien latifundis i altres finques més petites.
Amb els homes constantment allunyats de casa a causa dels combats, i amb les dones soles a casa que havien de gestionar les propietats, la població tendia a disminuir. Aristòtil va argumentar que el resultat mostra la naturalesa errònia de les seves lleis de propietat; la manca d'homes els va portar a la ruïna (Aristòtil, Política, llibre 2).
En molts aspectes, Aristòtil admirava l'estil de vida espartà; creia que les seves idees eren bones, però condemnades al fracàs.

## La infància de les dones espartanes
| «                            | A una dona espartana se li va preguntar si l'agradava l'art del festeig. Va respondre: Quan era petita, vaig aprendre a obeir el meu pare i ho vaig fer. Així que quan em vaig fer esposa vaig aprendre a obeir el meu marit. | » |
| — Plutarc, Moralia, 242B, 23 | |   |

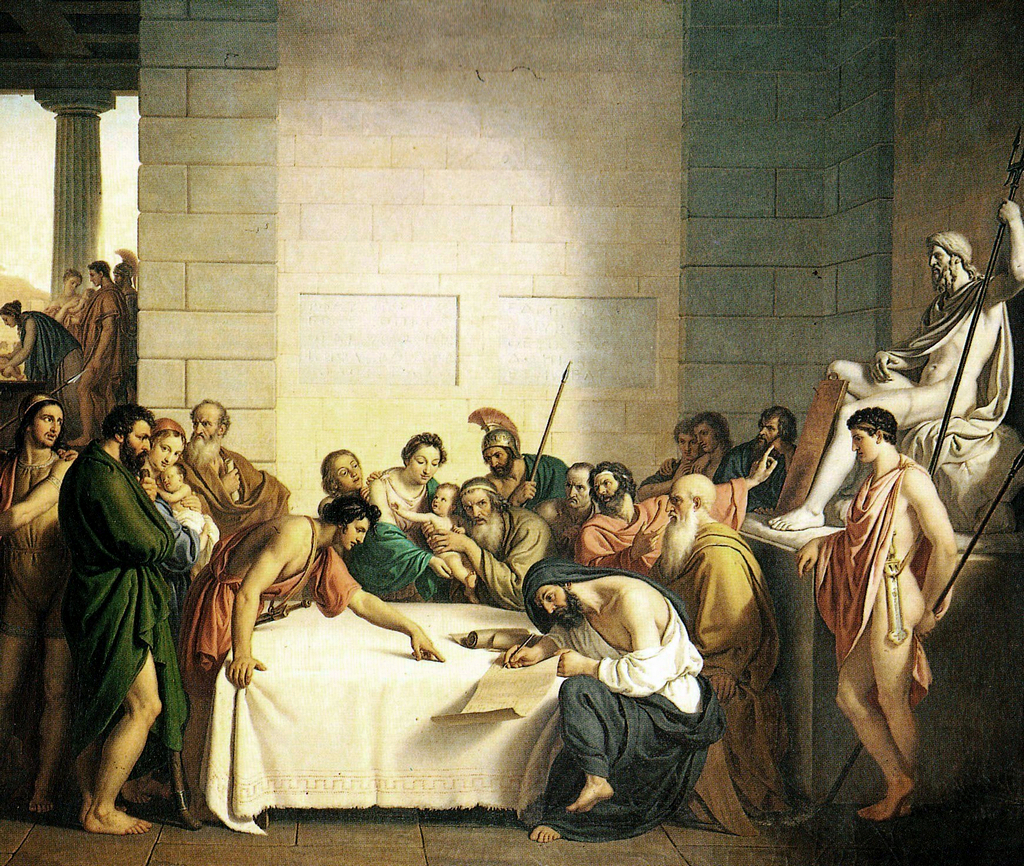
Segons Plutarc, els nens espartans eren avaluats en néixer, i es deixaven morir als qui es veien poc saludables. Aquesta pintura de Giuseppe Diotti mostra l'examen d'un nadó. No és clar si les nenes també van patir aquesta eugenèsia

Segons el testimoni de Plutarc, els espartans practicaven l'infanticidi quan creien que el nadó tenia mala salut. És impossible dir des d'aquest passatge si aquests actes es van perpetrar tant a nois com a noies. No hi ha prou proves per afirmar si es va realitzar al llarg de la història d'Esparta. A diferència d'Atenes, els nens i nenes espartans estaven ben alimentats i eren tractats de la mateixa manera. Això assegurava tenir noies robustes i capaces de parir i criar fills.

### L'educació
És difícil trobar informació sobre l'educació de les dones espartanes, ja que només hi ha fonts supervivents sobre l'educació dels nois espartans. Els nois joves d'Esparta es van beneficiar d'una educació espartana (ἀγωγή, agoge) des dels set anys (almenys durant alguns períodes de la història espartana), i sembla que des del moment que l'Estat va institucionalitzar l'educació dels nois, també ho va fer per a les noies.
A diferència dels nois, les noies eren criades a casa per les seves mares. Aprenien sobre els deures i les responsabilitats de tenir cura de la llar, principalment perquè els homes sovint estaven fora de la llar. La primera evidència d'un programa oficial d'educació de les noies es remunta a l'època arcaica. Sembla que aquest sistema es va suspendre durant el període hel·lenístic. La data de la restauració de l'educació de les nenes com a part de les reformes iniciades per Cleòmenes III no està clarament definida, però aquesta educació potser no va ser obligatòria, sino voluntària. Aquest programa, supervisat per l'Estat, es va tornar a abolir el 188 aC, i reinstal·lada durant l'època romana. Els exercicis de gimnàstica i la dansa també formaven part de l'educació de les dones, amb l'objectiu d'assegurar-les un bon estat físic i que poguessin tenir fills sans.
Llegir i escriure era, a Esparta, un aprenentatge reservat a l'elit. Hi ha proves de l'època clàssica que algunes dones podien llegir. Així, trobem, per exemple, anècdotes de mares que escrivien als seus fills quan eren fora de la ciutat. Una referència d'Aristòfanes a una poeta espartana, Clitàgora, i a les espartanes pitagòriques citades per Iàmblic de Calcis, suggereix que algunes dones espartanes podrien haver estat molt cultes.
A més de llegir i escriure, les dones estudiaven mousike (μουσική, «l'art de les muses»), que incloïa no només música sinó també dansa i poesia.Nombroses estatuetes demostren que les noies espartanes també van aprendre a tocar instruments musicals. La mousike va ser una part important de l'activitat religiosa espartana, particularment com a part dels cultes a Hèlena de Troia i Àrtemis. Les joves espartanes ballaven en cors formats per noies d'edats similars, i eren dirigides per una noia gran (chorēgos), i entrenades per una poeta professional. Juntament amb la formació en cançó i dansa, aquests cors van educar les noies en l'activitat ritual i culta. La dansa també proporcionava avantatges físics; a la Lisístrata d'Aristòfanes, el personatge espartà Lampito atribueix la seva forma física a la dansa lacònica coneguda com a bibasi, que implicava cops de peu i salts. Finalment, les cançons que ballaven les nenes oferien una oportunitat per inculcar-les amb valors espartans i rols de gènere.

### L'entrenament físic
A diferència d'altres llocs de Grècia, a Esparta, les noies solteres participaven regularment en esports. El règim d'exercici espartà per a les noies va ser dissenyat per fer-les «tan iguals com els seus germans», tot i que a diferència dels nois, en realitat no s'entrenaven per combatre. En La República dels Lacedemonis, Xenofont informa que Licurg exigia que les dones exercessin igual que els homes i que s'instituïssin competicions atlètiques per a dones.

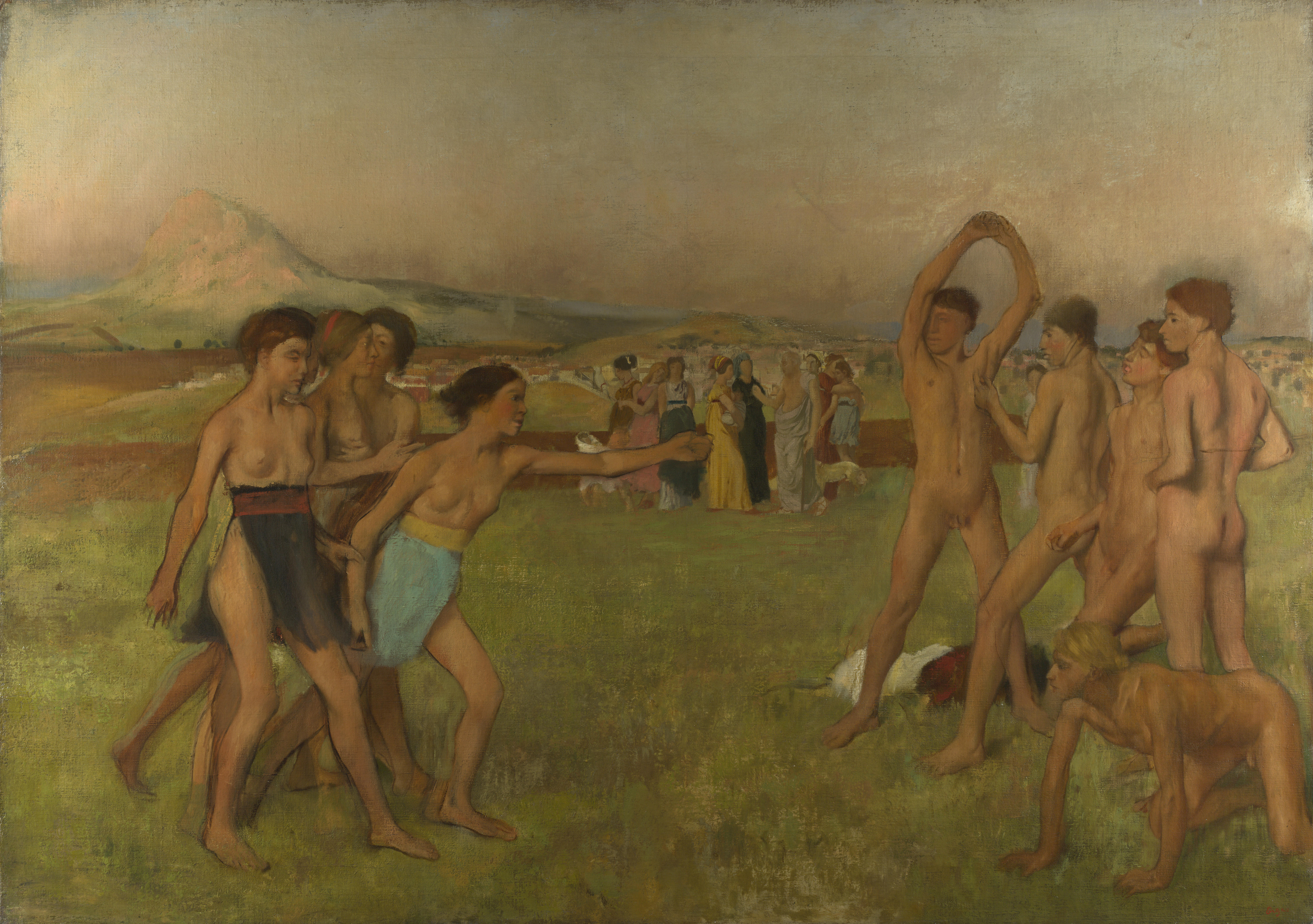
Joves espartans fent exercici. Edgar Degas, c. 1860, National Gallery de Londres
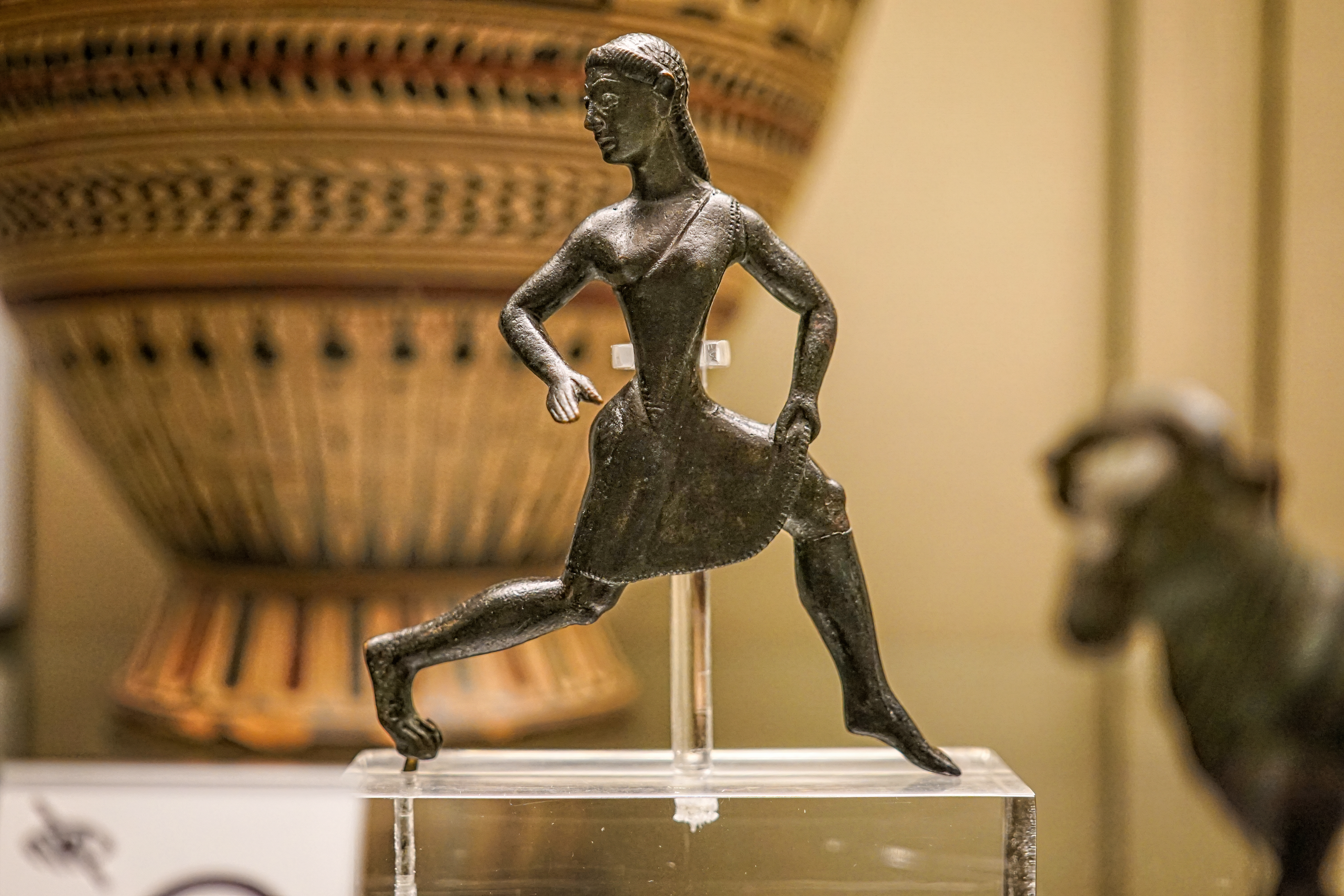
Figura de bronze d'una noia espartana corrent vestida amb un quitó
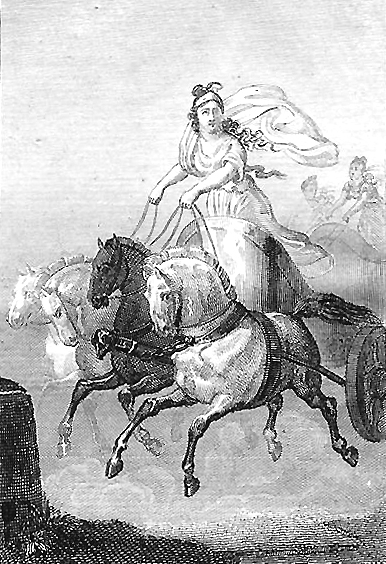
L'espartana Cinisca va ser la primera dona que va conduir cavalls en uns jocs i la primera que va aconseguir una victòria als Jocs Olímpics

El règim d'entrenament físic espartà per a les noies es feia de manera que gaudissin de la mateixa condició física que els nois. Així, van aprendre a muntar cavalls, com ho demostren les ofrenes votives que representaven a les dones espartanes a cavall. Fonts primerenques informen que les noies espartanes practicaven córrer i lluita; els textos posteriors també mencionen llançar la javelina i el disc, la boxa i el pancraci. És possible que les dones espartanes anessin nues al realitzar aquests exercicis, l'art arcaic d'Esparta ja les representava així, a diferència de les formes d'art d'altres regions de Grècia.
Probablement les noies van participar en les Gymnopédies (Γυμνοπαιδία, «la festa dels nens nus»), el festival d'estiu espartà on els joves realitzaven exercicis físics. També van participar en curses a peu en diversos festivals, inclosa la prestigiosa competició anomenada Heraia (τὰ Ἡραῖα, «Jocs en honor de la deessa Hera»).
Probablement, en casar-se, les dones espartanes deixaven de practicar esport.

## El matrimoni

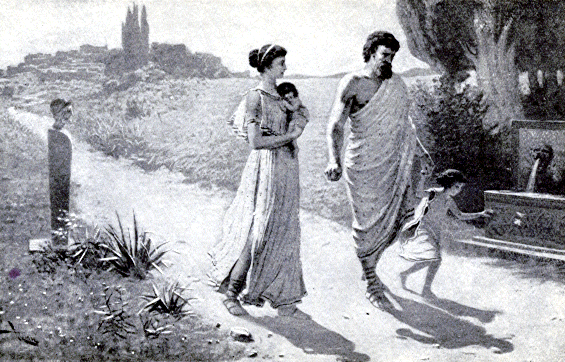
Quilonis i Cleombrot II

Com va passar amb l'herència, per la tradició matrimonial no disposem de documents suficients per poder declarar amb certa probabilitat una pràctica específica comuna a tots els ciutadans. Sembla que les dones espartanes es casaven a una edat relativament tardana en comparació amb les seves homòlegues d'altres llocs de Grècia, amb la intenció d'evitar complicacions durant l'embaràs. Si bé les dones atenenques es casaven per primera vegada al voltant dels catorze anys amb homes molt més grans que elles, les dones espartanes normalment es casaven entre els divuit i els vint anys amb homes d'edat semblant.
Als homes espartans menors de trenta anys no se'ls permetia viure amb les seves esposes, sinó que vivien en comunitat a la caserna amb altres membres de la seva sissítia (τὰ συσσίτια) i, per tant, es trobaven en la necessitat d'haver de sortir de la caserna de nit per estar amb les seves esposes. Sovint s'organitzaven «raptes de la núvia». Es vestia a la noia com un noi i se li tallaven els cabells curts, i després es portava a la noia a un lloc apartat per poder mantenir una relació sexual amb el seu marit, qui havia de tornar a la caserna abans de la sortida del Sol.
A causa de l'absència del marit, les dones casades s'encarregaven de la llar en gran manera soles i gaudien de llibertat. A diferència d'Atenes, on la ideologia estatal afirmava que els homes eren els responsables de la llar, Sue Blundell argumenta que a Esparta és probable que l'Estat acceptés el control de les dones en l'àmbit domèstic i, fins i tot, que el fomentés.
Segons la ideologia espartana, el paper principal de les dones adultes era tenir i criar nens sans. Aquest focus en la criança dels fills era probablement responsable de l'èmfasi en la forma física de les dones espartanes, ja que es creia que dones físicament més fortes tindrien fills més sans. Abans del matrimoni, hi havia un període de prova per a la parella potencial per assegurar-se que poguessin tenir fills; si no podien, el divorci i tornar-se a casar era la solució acostumada. Per als espartans, totes les activitats relacionades amb el matrimoni giraven entorn de l'únic propòsit: la de produir fills forts i millorar així els seu exèrcit.
Els matrimonis espartans també es podien organitzar en funció de la riquesa i l'estatus. L'evidència del paper dels kyrioi (κύριος, «homes guardians») a l'hora d'organitzar els matrimonis de dones espartanes no és decisiva, tot i que l'historiador britànic Paul Cartledge creu que, igual que els seus homòlegs atenencs (i a diferència dels gortinians), era responsabilitat dels kyrioi organitzar el matrimoni d'una dona espartana.
Hi ha algunes evidències en fonts antigues que els espartans practicaven la poligínia. Andrew Scott suggereix que la poligàmia hauria estat més comuna a l'antiga Esparta a principis del segle iv aC, quan el nombre d'homes ciutadans espartans va disminuir bruscament. Heròdot diu que la bigamia d'Anaxàndrides II, qui es va casar amb una segona esposa perquè la seva primera no havia estat capaç de produir un hereu, era no-espartana. Polibi va escriure que aquesta pràctica era comuna a la seva època, una pràctica que va ser honrada durant molt de temps.
Una altra pràctica citada per molts visitants va ser la de «regal» o «ofrena sexual» de la pròpia esposa als altres; Xenofont afirma que s'animava als homes grans amb esposes més joves a permetre que els homes més joves i més en forma «impregnessin» les seves esposes, per tal de produir fills més forts. A més, Polibi afirma que, quan un home tenia prou fills, era costum espartà que li donés a la seva esposa a un altre home perquè ell també tingués fills amb ella. Fins i tot els homes solters o sense fills podien demanar l'esposa d'un altre per a tenir el seu propi fill.
Per aquestes raons, sembla que algunes dones van practicar la poliandria o que van consentir un règim temporal de poligàmia amb la finalitat de tenir amb èxit el major nombre d'embarassos possibles. La població espartana era difícil de mantenir a un nivell constant a causa de l'absència freqüent d'homes fèrtils a la ciutat i la pèrdua d'homes en batalles, així com el sever i intens examen físic als nounats.

### El ritual del matrimoni
Plutarc va descriure el procediment de la nit de noces d'una parella espartana en la seva obra Vides paral·leles:
| «                            | Pel seu matrimoni, la dona era portada a la força, no quan elles eren petites i no estaven en forma per al casament, sinó quan elles estaven en plena floració i completament madures. Després que la dona fos portada, la criada de la núvia, així anomenada, s'encarrega d'ella, talla el seu cabell a prop del cap, la vesteix amb una capa d'home i sandàlies, i la fa jeure sobre una plataforma, a terra, sola, en la foscor. Després, el nuvi, ni borratxo pel vi ni feble per excessos, sinó compost i sobri, després de sopar a la seva taula del menjador públic com de costum, lliscava sigil·losament a l'habitació on estava estirada la núvia, alliberava la seva zona de virginitat, i la portava en els seus braços cap al llit nupcial. Després de passar un breu temps amb la seva promesa, se n'anava tranquil a les seves estances habituals, allà dormia amb els altres joves... | » |
| — Plutarc, Vides paral·leles | |   |

La nit de les noces, la núvia tenia els cabells tallats i curts; a partir d'aleshores, a les dones casades se les prohibia tenir els cabells llargs. La núvia era vestida amb una capa i sandàlies d'home per semblar-se un home o un noi. La núvia es quedava sola en una habitació enfosquida, on seria visitada i capturada ritualment pel seu nou marit.
A partir de llavors, els homes visitaven les seves esposes a la nit i en secret. L'objectiu era (apart que els homes espartans menors de trenta anys no se'ls permetia viure amb les seves esposes) fer més difícil per a les noves parelles consumar el matrimoni, que es pensava que augmentaria el desig entre el marit i l'esposa, i conduiria a la creació de fills més forts.

### Els deures matriarcals

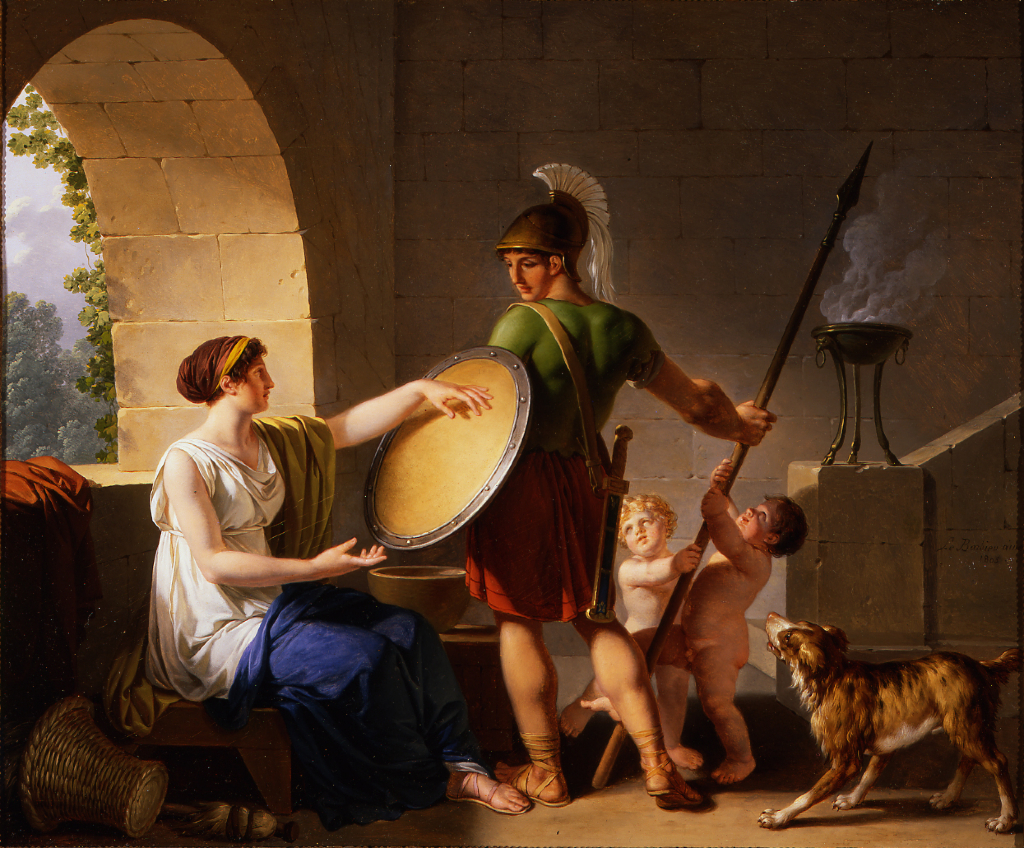
Les dones espartanes feien complir la ideologia estatal del militarisme i la valentia. Plutarc relata que una dona, en lliurar-li l'escut al fill, li deia que tornés a casa «amb ell o sobre ell».

Com que els homes espartans passaven gran part del temps vivint en casernes o en guerres, era normal que les dones espartanes regentessin elles mateixes la llar. A diferència d'Atenes, on la ideologia estatal afirmava que els homes estaven a càrrec de la llar, Sue Blundell argumenta que a Esparta és probable que l'Estat acceptés el control de les dones de l'àmbit domèstic. A causa d'això, Aristòtil va ser crític amb Esparta i afirmava que els homes eren governats per dones fortes i independents, a diferència de la resta de Grècia. Aristòtil també va criticar les dones espartanes per la seva riquesa. Va atribuir la caiguda precipitada de l'estat espartà (de ser l'amo de Grècia a un poder de segona categoria en menys de 50 anys), al fet que Esparta s'havia convertit en una ginocràcia, on les dones eren intempestives i estimaven la luxúria.
Totes les dones espartanes, no només les més riques, haurien aprofitat la mà d'obra dels ilotes per realitzar les tasques domèstiques que en altres llocs de Grècia haurien recaigut en dones lliures. Activitats com el teixir, que es considerava el treball de les dones en altres llocs de Grècia, no es considerava apte per a dones lliures a Esparta. Per tant, les dones estaven més preocupades per la governança, l'agricultura, la logística i altres tasques de sosteniment.
La llei espartana codificada sota Licurg expressava la importància de la criança per a Esparta. El fet de tenir i criar els fills era considerat el paper més important de les dones en la societat espartana, el mateix que els homes guerrers tenien a l'exèrcit espartà. Es va animar a les dones espartanes a tenir molts fills, preferiblement masculins, per augmentar la població militar d'Esparta. Se sentien orgulloses d'haver tingut i criat valents guerrers. No obstant això, tenir fills que eren covards va ser un motiu de pena, i l'antic autor Claudi Elià afirma que les dones dels fills que morien com a covards ho lamentaven. Per contra, es deia que les familiars femenines dels espartans que van morir heroicament a la batalla de Leuctra van passejar en públic manifestant una gran alegria.
Les dones espartanes no només celebraven que els seus fills havien mostrat valentia o ploraven quan eren covards, sinó que també eren crucials per fer complir les conseqüències socials per als homes covards. Quan Pausànies, un traïdor a Esparta, es va refugiar en un santuari d'Atenea, es diu que la seva mare Theano va agafar un maó i el va col·locar a la porta. Seguint aquest exemple, els espartans van atacar la porta del temple amb Pausànies a l'interior. De la mateixa manera, Pomeroi cita tres dels Refranys de Plutarc sobre dones espartanes, que parlen de les mares espartanes que assassinen als seus fills covards.

## L'homoerotisme femení a Esparta
Les Partheneia (παρθένειᾰ, «cançons per a noies») d'Alcman van ser un dels primers documents descoberts que expressaven sentiments homoeròtics entre dones. Aquestes van ser interpretades com a himnes pels cors a Esparta, i probablement la peça va rebre l'encàrrec de l'Estat per a ser interpretada públicament.
El poema d'Alcman té un vers on les nenes més joves del cor admiren les seves líders del cor (chorēgos), unes noies més grans que elles, que invoquen admiració i també inspiren aquests sentiments eròtics. Les dones descriuen la manera en què l'eros (desig sexual) de les seves líders dels cor s'ha apoderat del seu cos.

## La religió
A l'antiga Esparta, els cultes per a les dones reflectien l'èmfasi de la societat espartana en els rols de les dones com a portadores de nens i tenir cura d'ells. En conseqüència, els cultes es van centrar en la fertilitat, la salut de les dones i la bellesa. El culte a Ilitia (Εἰλείθυια), la deessa del part i dels nadons, era un culte important per a les dones espartanes. També va ser important el culte a Hèlena de Troia (Ἑλένη), amb molts objectes utilitzats per les dones (miralls, pintes i ampolles de perfum, per exemple) dedicats als seus llocs de culte. A més de dos llocs importants de culte, es trobava un santuari d'Hèlena de Troia al centre d'Esparta, i eren tallades moltes esteles amb ella i exhibides per tota la ciutat. Cinisca (Κυνίσκα), la primera dona que va aconseguir una victòria olímpica, també va tenir un culte a Esparta, la «única dona registrada» que s'havia commemorat així.
Plutarc escriu, a la seva Vida de Lycurgus, que «només els homes que morien en combat i les dones que morien mentre exercien un càrrec religiós tenien el seu nom inscrit a la seva làpida». Això seria coherent amb la reputació espartana per la pietat, tot i que en una traducció d'un manuscrit es podia llegir que «les dones que morien durant part tenien el seu nom inscrit a la seva làpida», una lectura que s'ha popularitzat entre molts estudiosos. Tanmateix, aquesta modificació manca de proves arqueològiques, literàries o epígrafes que li donin suport, mentre que les dues inscripcions funeràries supervivents de dones espartanes donen credibilitat a l'afirmació original de Plutarc que aquests honors només s'estenien a les dones que van morir exercint un càrrec religiós. La societat espartana s'estructurava entorn de l'obligació de tots els ciutadans de contribuir a l'Estat, i el fracàs no obtenia cap aclamació; en termes més evidents, es podia considerar que les dones espartanes que morien durant el part no havien aportat cap contribució a l'Estat en el seu intent i, per tant, no se les donava un estatus especial per la seva mort. Tanmateix, Esparta posava especial èmfasi en la religió, possiblement més que cap altre ciutat de l'antiga Grècia i, per tant, eren les dones que morien al servei de l'estat, en adorar les divinitats d'Esparta, qui van ser honrades amb làpides inscrites.

## La roba

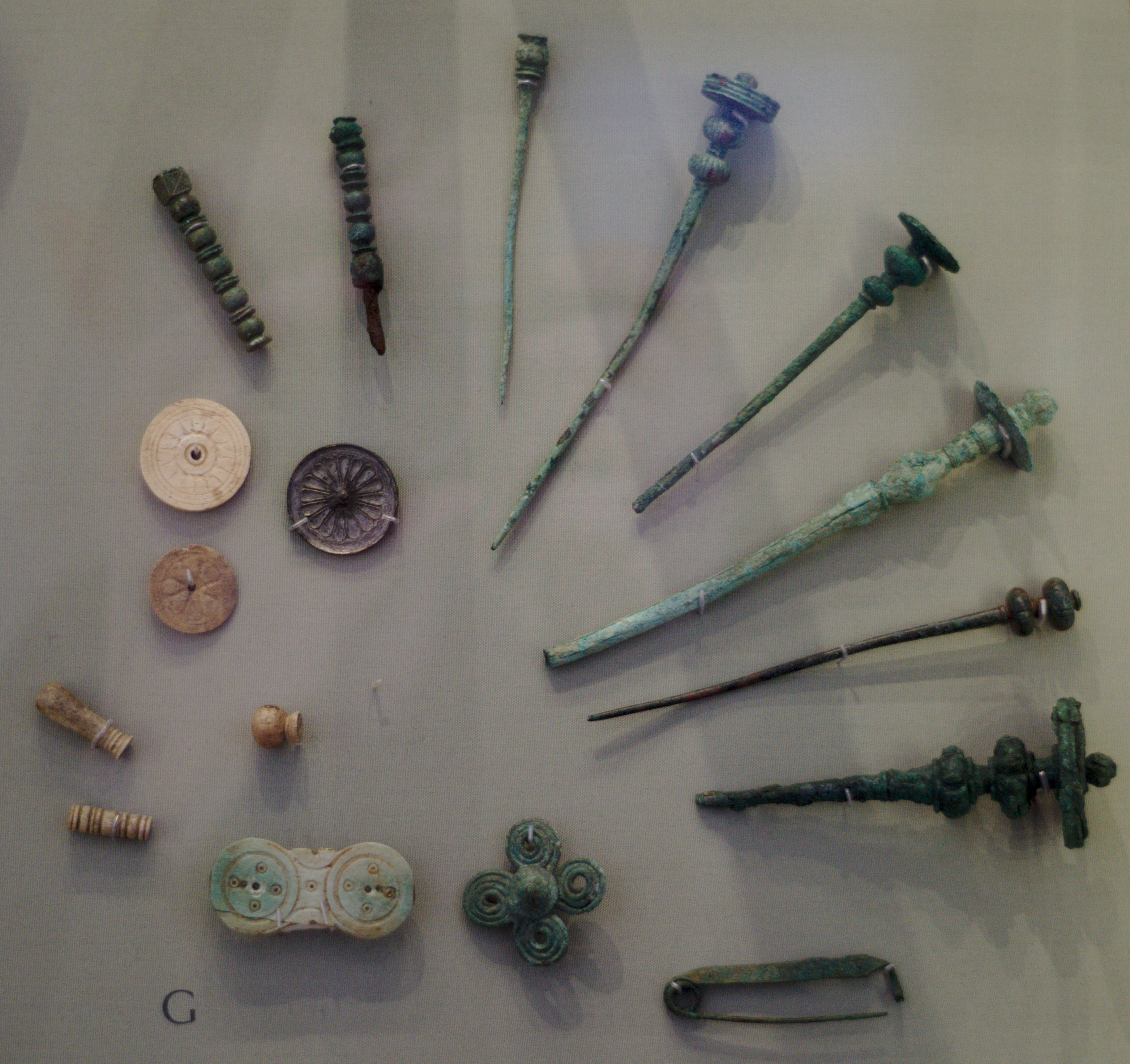
Els peples dòrics, portats per dones espartanes, es subjectaven a l'espatlla amb unes agulles anomenades fíbules. Aquestes fíbules daten del període arcaic i es van descobrir al Santuari d'Àrtemis Ortia, un dels llocs religiosos més importants d'Esparta

La roba de dona espartana era senzilla i molt curta. Portaven els peples (o túniques dòriques) com faldilles curtes que només tapaven les cuixes. Els peples dòrics eren d'un material de llana més pesat del que era comú a Jònia, i es subjectaven a l'espatlla per agulles anomenades fibulae. En les curses de carrera, les noies espartanes portaven un quitó distintiu subjectat només per una part a l'espatlla i que arribava fins als genoll.
Com que les dones no teixien la seva pròpia roba (deixaven la creació de béns als perioeci (Περίοικος)), la compra de teles elaborades i de polseres metàl·liques era un signe de riquesa. No se sap si les dones duien aquestes polseres d'argent i d'or en tot moment o si només per cerimònies i festivals religiosos. Es va dir que Licurg va prohibir a les dones utilitzar cosmètics.
Les noies joves tenien el cabell molt llarg i no els cobrien, però a les dones casades no se’ls permetia portar els cabells llargs, i es tapaven el cap amb vels.

## Altres dones a Esparta
Com en altres llocs de l'antiga Grècia, a Esparta se sap molt més sobre les elits que les classes baixes, i les fonts antigues no distingeixen el gènere en relació amb els no-espartans que vivien a Esparta. Juntament amb els ciutadans espartans, diversos grups de no-espartats lliures vivien a Esparta, com ho van fer els ilotes i, almenys més tard en la història espartana, els esclaus personals.
Segons Xenofont, les dones espartanes no estaven obligades a fer la feina domèstica de la qual eren responsables les dones d'altres llocs del món grec. Segons ell, a Esparta, només les doulai (dones esclaves) teixien. A l'Esparta arcaica, haurien estat les dones ilotes les que van complir aquest paper, però més tard a la història espartana, sobretot després de l'emancipació dels ilotes de Messènia, moltes d'aquestes dones eren probablement esclaves personals. Les dones de les comunitats perioeci eren presumptament responsables de la feina domèstica de la seva pròpia llar, de la mateixa manera que les dones d'altre lloc del món grec.
Plutarc diu a la seva Vida de Licurg que, a causa de la manca de diners a l'antiga Esparta i a causa del rigorós règim moral instituït per Licurg, no hi havia prostitució a Esparta. Més endavant, quan van ser més disponibles l'or i la plata, va sorgir la prostitució. Al període hel·lenístic, el geògraf Polemó d'Atenes va informar que havia vist estàtues de bronze a Esparta dedicades per l'hetera Cottina, i que hi havia un prostíbul amb el seu nom en honor d'ella a prop del temple de Dionís.
Les dides espartanes eren famoses a tota Grècia, i famílies benestants de tota Grècia volien que els seus fills fossin alletats per espartanes. Plutarc informa que el general atenenc Alcibíades va ser alletat per una espartana anomenada Amycla. L'estatus d'aquestes dides no és clar; probablement no eren ilotes que s'haguessin venut a estrangers, però podrien haver estat dones no-espartanes procedents de Lacònia.
A diferència d'altres esclaus de l'antiga Grècia, la població ilota es va mantenir mitjançant la reproducció en lloc de la compra de més esclaus. A causa d'això, els ilotes van poder triar lliurement els seus amos i viure en grups familiars, mentre que altres esclaus grecs dormien en dormitoris amb altres esclaus del mateix sexe. A més de tenir relacions amb homes ilotes, algunes dones ilotes van tenir fills amb homes espartans. Aquests nens es deien mothakes i, aparentment, eren lliures i eren capaços d'aconseguir la ciutadania; segons Elià, l'almirall Lisandre era un mothax.El propòsit principal dels mothax des del punt de vista espartà era que poguessin lluitar en l'exèrcit espartà, i Sarah Pomeroy suggereix que les filles d'homes espartans amb dones ilotes haurien estat assassinades al néixer.

## Dones espartanes
- Agesistrata
- Agiatis
- Arquidàmia
- Argileonis
- Cinisca
- Clitàgora
- Cratesiclea
- Eurídice d'Argos
- Eurileonis
- Gorgo (reina)
- Megalòstrata
- Quelidonis
- Quilonis
- Timea, reina d'Esparta
- Timica